# Neotriozella hirsuta
Neotriozella hirsuta är en insektsart som beskrevs av Leonard D. Tuthill 1939. Neotriozella hirsuta ingår i släktet Neotriozella och familjen spetsbladloppor. Inga underarter finns listade i Catalogue of Life.